# 凯德集团
凯德集团（英語：Capitaland，SGX：C31、OTCBB：CLLDY

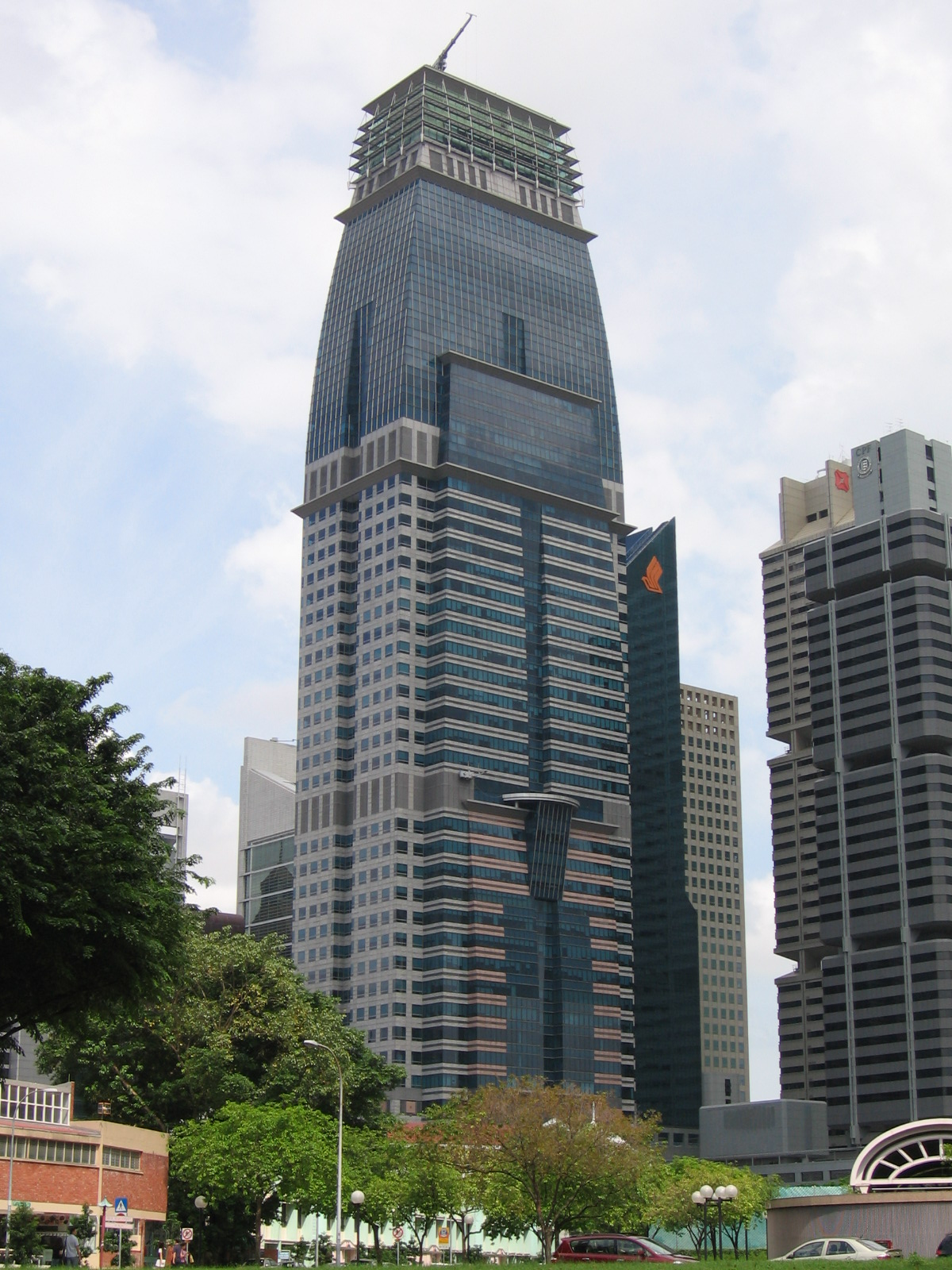
總部位於新加坡罗敏申路资金大厦的凯德集团總部

），曾用名嘉德置地，是一間新加坡上市公司，也是新加坡海峽時報指數的成份股。於2000年11月由百騰置地（Pidemco Land，原新科集團附屬公司）及發展置地（DBS Land，原星展集團附屬公司）合併組成。 嘉德置地集團主業為地產發展商及持有樓房資產。
凯德集团是亚洲规模最大的房地产集团之一，总部设在新加坡。凯德集团的房地产和房地产基金管理业务集中于核心市场新加坡和中国。凯德集团的房地产业务多元化，包括住宅、办公楼、购物商场、服务公寓和综合房产。凯德集团也同时是亚洲最大的房地产基金管理者之一。

## 資產
凯德集团旗下的上市公司包括澳洲置地、凯德商用、雅诗阁公寓信托、凯德商务产业信托、凯德商用新加坡信托、凯德商用马来西亚信托、凯德商用中国信托和桂凯信托。凱德置地中國控股持有麗豐控股20%。
2009年11月18日，凯德集团以每股2.12元价格，首次公開發售凱德商用產業，曾用名嘉德商用（CapitaMallsAsia，简称CMA）11亿6520万新股，合CMA总股本的30％，24.7億新加坡幣（約18億美元）。凱德商用于2009年11月25日首日挂牌交易。
凯德集团旗下之凱德商用產業（CapitaLandRetail）在IPO之后重新更名为CapitaMallsAsia。更名整合后凱德商用涵盖凯德集团旗下的零售不动产基金及地产信托管理等业务。另外，凱德商用还持有RafflesCityChinaFund基金15％的股权。而其母公司凯德集团有40%股权握在新加坡主权财富基金淡马锡手中。
凯德商用在亚太地区拥有及管理新加坡、中国、马来西亚、日本及印度五国53个城市的105个商业地产项目，物业总值约1,681亿人民币，总面积约910万平方米。
凯德商用的购物中心项目包括位于世界著名购物街道之一的新加坡乌节路的ION Orchard及狮城68、新加坡来福士城及克拉码头。其资产组合也包括位于马来西亚槟城的合您广场、日本东京的Olinas Mall及印度班加罗尔的Forum Value Mall。
2010年1月18日，東方海外與新加坡凯德集团達成協議，以代價約二十四億美元出售「東方海外發展（中國）」現時在中國內地七個房地產項目，涉及樓面面積約一百四十五萬平方米，七個項目分別位於上海、昆山和天津項目；其中半數為住宅物業，其餘為寫字樓、商鋪與酒店。
2017年11月，凱德集團以33.607億元人民幣收購廣州樂峰廣場。
2019年1月14日凱德置地斥資110億新元收購淡馬錫附屬公司星橋騰飛，交易完成後，凱德集團管理的資產總值將超過1160億新元。
2023年2月，凱德集團以28.1億人民幣收購北京蘇寧生活廣場。

## 外部参考
- CapitaLand Official Website（页面存档备份，存于）
- CapitaLand Global Presence（页面存档备份，存于）
- CapitaLand Business Subsidiaries
- CapitaMalls Asia Official Website
- The Ascott Limited Official Website
- 凯德集团 中文官方網址（页面存档备份，存于）
- 凯德商用 中文官方網址
- 雅诗阁 中文官方網址（页面存档备份，存于）

Template:新加坡企業